# ماريا ليختنشتاين
ماريا ليختنشتاين، كما وردت  أو ليشتنشتاين ( (بالروسية: Мария Лихтенштейн)‏    ، (بالكرواتية: Marija Lihtenštajn)‏  من مواليد 7 فبراير 1976) هي لاعبة كرة طائرة متقاعدة لعبت في منتخب السيدات  الروسي لكرة الطائرة (1993-1996) و منتخب السيدات الكرواتي لكرة الطائرة (1997-2007) . لعبت للأندية في روسيا وكرواتيا وإيطاليا وبلجيكا واليونان وتركيا.  أعلنت عن تقاعدها في عام 2013 ، وفازت بلقب الأندية والمنتخب الوطني خلال مسيرتها المهنية. 

## مهنة

### النادي
امتدت مسيرتها في نوادي كل من روسيا وكرواتيا وإيطاليا وبلجيكا واليونان وتركيا. فازت في الدوري الروسي الممتاز في خمس مناسبات ، وفازت أيضًا بالدوري الكرواتي والدوري البلجيكي .  

### الفرق الوطنية
مثلت منتخب روسيا الوطني للسيدات لكرة الطائرة في بطولة أوروبا للسيدات للكرة الطائرة عام 1993   وحازت على المركز الثالث في بطولة أوروبا للسيدات للكرة الطائرة عام 1995 .  
في عام 1997  ، مثلت المنتخب الوطني الكرواتي للسيدات للكرة الطائرة في بطولة العالم للسيدات FIVB للكرة الطائرة عام 1998 في اليابان  وفريق الوصيف في بطولة أوروبا للسيدات للكرة الطائرة عام 1999 . 

## الأندية
هذه قائمة غير مكتملة لأسماء الأندية التي لعبت من أجلها.  
- أورالوشكا إيكاترينبرغ (قبل 1998)
- OK Dubrovnik (1998-1999)
- OK Kaštela (1999-2000)
- هاوك ملادوست (2000-2001)
- Uralochka-NTMK (2001-2002)
- تيرا ساردا تورتولي (2004-2005)
- دوفين شارلروا (2005-2006)
- إوفوني تونجير (2006-2007)